# Cordillera de Chichas
Die Cordillera de Chichas (auch: Cordillera de Los Chichas) ist eine Bergregion im Departamento Potosí in Bolivien und zusammen mit der Cordillera de Lípez der südliche Teilabschnitt der bolivianischen Cordillera Central.
Die Cordillera de Chichas gliedert sich im Wesentlichen in zwei Teilbereiche:
- die Montes Chichas Oeste, den westlichen Abschnitt der Cordillere, und
- die Montes Chichas Este, den östlichen Abschnitt der Cordillere.

## Montes Chichas Oeste (West Chichas)
Die Montes Chichas Oeste ziehen sich in nordwest-südöstlicher Richtung vom Salzsee Salar de Uyuni bis westlich der Linie Tupiza – Cotagaita in einer Länge von etwa 120 km und einer Breite von 50 km. Die höchsten Erhebungen der Cordillera de Chichas finden sich in diesem Abschnitt, vom Cerro Huanchaca (5950 m) ganz im Nordwesten über den Cerro Tazna (5805 m) bis hin zum Chorolque (5614 m) im Südosten. Aufgrund der Höhenlage und der geringen Niederschläge ist dieser Abschnitt der Cordillera de Chichas in weiten Teilen menschenleer, allerdings reich an Bodenschätzen, so dass sich in den entlegenen Regionen der Montes Chichas Oeste zahlreiche Bergwerke finden.

## Montes Chichas Este (Ost Chichas)
Die Montes Chichas Este ziehen sich in nord-südlicher Richtung etwa von Cotagaita bis südlich der Stadt Tupiza. Dieser östliche Teil der Cordillera ist klarer gegliedert als der westliche Teil, die wenigen größeren Flüsse und Straßen verlaufen in nord-südlicher Richtung. Die Bergrücken tragen Bezeichnungen wie Cerrillos, San Telmo, Las Cañas, Ingre, Huancaya, Caipipendí und Serrana de Aguarague.

Berühmt sind die Höhenzüge der Montes Chichas Este aus der Umgebung von Tupiza, die unterschiedliche Rottöne aufweisen und sich in bizarren Formen aus den Tallandschaften erheben.